# ピツィカート・ポルカ
『ピツィカート・ポルカ』（ドイツ語: Pizzicato Polka）は、ヨハン・シュトラウス2世とヨーゼフ・シュトラウス兄弟の合作によるポルカ。作品番号は無い。演奏時間は約3分。
なお、レオ・ドリーブ『シルヴィア』第3幕「ピッツィカート」もしばしば『ピツィカート・ポルカ』と呼ばれるが、無関係である。

## 解説

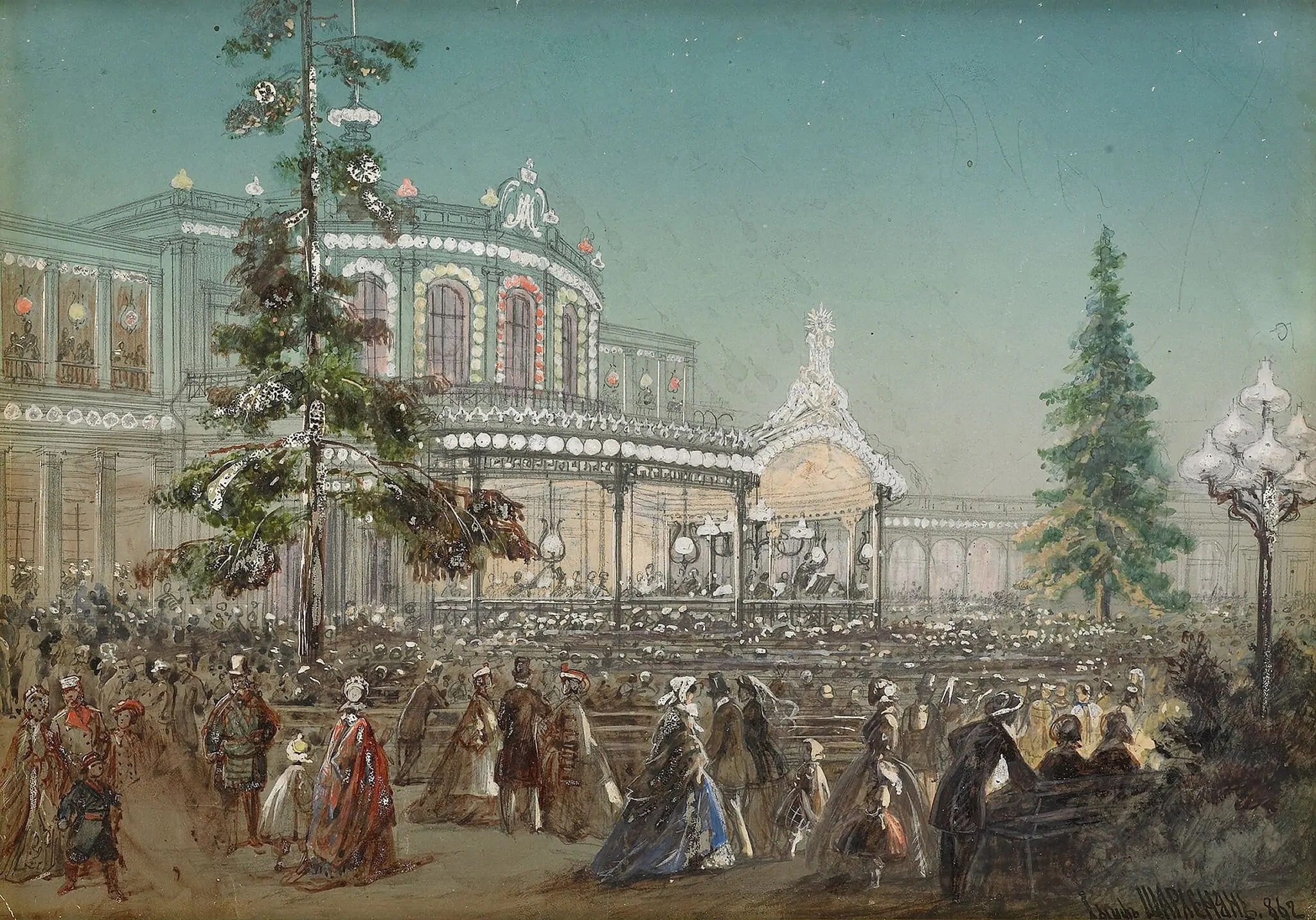
パヴロフスク駅での演奏会

1869年の夏、シュトラウス2世とヨーゼフの2人によって作曲された。この当時はロシア旅行に出かけており、その際に2人がサンクトペテルブルクでピアノの連弾をしてこの作品が生まれたといわれている。他にもパヴロフスク駅舎での仕事の際に作曲されたとの説がある。いずれにせよ作曲された場所はロシア国内である。
のちに同年6月24日に初演され大成功を収めたが、その後のコンサートでしばらく演奏されることがなくなってしまい、7月6日にようやく再演したところ好評を博し、全部で7回演奏されたという。なお、シュトラウス2世は23年後の1892年に『新ピツィカート・ポルカ』を作曲している。
名前の通り弦楽器のピツィカートだけで演奏されるユーモラスな曲で、中間部のトリオでは鉄琴が加わる。これ以外の楽器は使用されない。なおこのポルカには、そのよく演奏される伝統的な通常版とは別に、異稿（初稿）として、1869年の夏に兄弟２人の手で作曲・成立された当初の形として、打楽器の加わる原典版が残されており、ウィーンフィル・ニューイヤーコンサート2012では、おそらくニューイヤー史上初の試みとなるこのオリジナル・バージョンが演奏された。

## ニューイヤーコンサート
ウィーンフィル・ニューイヤー・コンサートへの登場は、以下の一覧を参照。2017年現在、アンコール曲としてほぼ毎年演奏される『美しく青きドナウ』と『ラデツキー行進曲』に次いで、3番目に登場回数が多い作品となっている。

## 楽曲が使用されている作品
- テレビアニメ『今日からマ王!』　第2話で使用されている（吹奏楽による演奏）。
- テレビドラマ『正義の味方』

また、CMなどでも稀に流されている。